# فرودگاه شگلوک
فرودگاه شگلوک (به انگلیسی: Shageluk Airport) یک فرودگاه همگانی با کد یاتا SHX است که یک باند فرود شن دارد و طول باند آن ۱۰۳۶ متر است. این فرودگاه در کشور ایالات متحده آمریکا قرار دارد و در ارتفاع ۲۴ متری از سطح دریا واقع شده است.